# Адрастея
Адрасте́я (др.-греч. Ἀδράστεια, «Неотвратимая») — в древнегреческой мифологии — богиня, дочь Зевса и Фемиды (или Зевса и Ананке). Имеет родственное с Немесидой значение, как служительница вечной справедливости и мстительница, от которой смертный не может уйти; поэтому позднейшие поэты их не различают. Происхождение её имени объясняется тем, что герой Адраст (сын Меропа) первый воздвиг ей жертвенник на берегу Эсепа. Статуя Адрастеи стояла в Киррах (Фокида).
В Малой Азии тождественна с Кибелой. Адрастея — прозвище Кибелы.
Другая Адрастея, видимо, тождественная богине — нимфа, дочь Мелиссея и Амалфеи. Либо дочь Океана. Воспитывала Зевса на Крите, его кормилица. Подарила Зевсу игрушку: мяч.
Адрастеей называется также местность, орошаемая рекой Граник, с городом, имевшим храм и оракул Аполлона Актейского и Артемиды.
В честь Адрастеи назван астероид (239) Адрастея, открытый в 1884 году, а также спутник Юпитера Адрастея, открытый в 1979 году. 
В честь Адрастеи назван корабль главного героя в игре Assassin’s Creed Odyssey.